# Kabagenzi
Kabagenzi är ett periodiskt vattendrag i Burundi.   Det ligger i provinsen Gitega, i den centrala delen av landet, 60 kilometer öster om huvudstaden Bujumbura.
Omgivningarna runt Kabagenzi är huvudsakligen savann. Runt Kabagenzi är det tätbefolkat, med 343 invånare per kvadratkilometer.